# Flaga stanowa Pensylwanii
Kolor błękitny oraz bielik amerykański oznacza przynależność stanu do Unii. Okręt, pług i trzy snopy w herbie, to symbole hrabstw Filadelfii, Chester i Sussex (obecnie w stanie Delaware). Oznaczają również znaczenie handlu, trudu, wytrwałości i rolnictwa dla stanowej gospodarki. Na wstędze jest dewiza: Prawość, wolność i niepodległość.
Przyjęta 13 czerwca 1907 roku. Proporcje 27:37